# Чемпионат мира по баскетболу 2019. Группа N
В этой статье представлено положение команд и результаты матчей в группе N второго этапа за 17-32 места чемпионата мира по баскетболу 2019. Учитываются результаты первого этапа. Команды сыграют друг с другом в один круг, с которыми не играли на первом этапе. Матчи пройдут с 6 сентября по 8 сентября 2019 года в «Леспортс-центр» в Пекине. По результатам, команда занявшая 1-е место в группе, поделит 17-20 места в общем зачёте, 2-я команда - 21-24, 3-я - 25-28 и 4-я - 29-32 места.

## Положение команд
| Команда   | Игр | В | П | МЗ  | МП  | МР   | Очки |
| --------- | --- | - | - | --- | --- | ---- | ---- |
| Тунис     | 5   | 3 | 2 | 377 | 386 | −9   | 8    |
| Иран      | 5   | 2 | 3 | 379 | 372 | +7   | 7    |
| Ангола    | 5   | 1 | 4 | 350 | 435 | −85  | 6    |
| Филиппины | 5   | 0 | 5 | 352 | 499 | −147 | 5    |

## Результаты матчей
Время матчей дано по UTC+8:00

### 4-й тур

#### Ангола — Иран
| 6 сентября 2019 16:00 | Протокол | Ангола                    | 62:71    | Иран                  | Леспортс-центр, Пекин Судьи: Йенер Йилмаз, Скот Бекер, Николас Фернандес |
| 6 сентября 2019 16:00 | Протокол | 17–19, 12–9, 16–20, 17–23 |          |                       | Леспортс-центр, Пекин Судьи: Йенер Йилмаз, Скот Бекер, Николас Фернандес |
| 6 сентября 2019 16:00 | Протокол | Карлуш Мораиш 17          | Очки     | Самад Никха-Барами 21 | Леспортс-центр, Пекин Судьи: Йенер Йилмаз, Скот Бекер, Николас Фернандес |
| 6 сентября 2019 16:00 | Протокол | Яник Морейра 7            | Подборы  | Аарон Герамипур 7     | Леспортс-центр, Пекин Судьи: Йенер Йилмаз, Скот Бекер, Николас Фернандес |
| 6 сентября 2019 16:00 | Протокол | Четыре игрока по 2        | Передачи | Бенам Яхшали 4        | Леспортс-центр, Пекин Судьи: Йенер Йилмаз, Скот Бекер, Николас Фернандес |

#### Тунис — Филиппины
| 6 сентября 2019 20:00 | Протокол | Тунис                      | 86:67    | Филиппины       | Леспортс-центр, Пекин Судьи: Мэттью Каллио, Борис Креич, Харья Яладри |
| 6 сентября 2019 20:00 | Протокол | 27–10, 19–14, 21–15, 19–28 |          |                 | Леспортс-центр, Пекин Судьи: Мэттью Каллио, Борис Креич, Харья Яладри |
| 6 сентября 2019 20:00 | Протокол | Омар Абада 16              | Очки     | Эндрэй Блатч 24 | Леспортс-центр, Пекин Судьи: Мэттью Каллио, Борис Креич, Харья Яладри |
| 6 сентября 2019 20:00 | Протокол | Салах Межри 12             | Подборы  | Эндрэй Блатч 11 | Леспортс-центр, Пекин Судьи: Мэттью Каллио, Борис Креич, Харья Яладри |
| 6 сентября 2019 20:00 | Протокол | Майкл Ролл 4               | Передачи | Пять игроков 2  | Леспортс-центр, Пекин Судьи: Мэттью Каллио, Борис Креич, Харья Яладри |

### 5-й тур

#### Тунис — Ангола
| 8 сентября 2019 16:00 | Протокол | Тунис                               | 86:84    | Ангола            | Леспортс-центр, Пекин Судьи: Йенер Йилмаз, Борис Креич, Харья Яладри |
| 8 сентября 2019 16:00 | Протокол | 31–20, 21–17, 15–28, 19–19          |          |                   | Леспортс-центр, Пекин Судьи: Йенер Йилмаз, Борис Креич, Харья Яладри |
| 8 сентября 2019 16:00 | Протокол | Майкл Ролл 21                       | Очки     | Яник Морейра 21   | Леспортс-центр, Пекин Судьи: Йенер Йилмаз, Борис Креич, Харья Яладри |
| 8 сентября 2019 16:00 | Протокол | Салах Межри, Макрем бен-Ромдан по 8 | Подборы  | Яник Морейра 9    | Леспортс-центр, Пекин Судьи: Йенер Йилмаз, Борис Креич, Харья Яладри |
| 8 сентября 2019 16:00 | Протокол | Макрем бен-Ромдан 6                 | Передачи | Жерсон Домингуш 6 | Леспортс-центр, Пекин Судьи: Йенер Йилмаз, Борис Креич, Харья Яладри |

#### Иран — Филиппины
| 8 сентября 2019 20:00 | Протокол | Иран                                 | 95:75    | Филиппины       | Леспортс-центр, Пекин Судьи: Мэттью Каллио, Скот Бекер, Николас Фернандес |
| 8 сентября 2019 20:00 | Протокол | 30–24, 18–10, 27–16, 20–25           |          |                 | Леспортс-центр, Пекин Судьи: Мэттью Каллио, Скот Бекер, Николас Фернандес |
| 8 сентября 2019 20:00 | Протокол | Хамед Хаддади 19                     | Очки     | Роберт Болик 15 | Леспортс-центр, Пекин Судьи: Мэттью Каллио, Скот Бекер, Николас Фернандес |
| 8 сентября 2019 20:00 | Протокол | Хамед Хаддади 7                      | Подборы  | Эндрэй Блатч 5  | Леспортс-центр, Пекин Судьи: Мэттью Каллио, Скот Бекер, Николас Фернандес |
| 8 сентября 2019 20:00 | Протокол | Мохаммад Джамшиди, Бенам Яхшали по 5 | Передачи | Эндрэй Блатч 5  | Леспортс-центр, Пекин Судьи: Мэттью Каллио, Скот Бекер, Николас Фернандес |